# Duopalatinus emarginatus
Duopalatinus emarginatus é uma espécie de peixe nativa da bacia do rio São Francisco, no Brasil. Tem nome popular de Mandi (também Mandi-amarelo ou Mandiaçu) e foi registrado em 1840 por Achille Valenciennes. Endêmico da bacia, é encontrado em outros rios da América do Sul.
Os machos podem atingir um comprimento de 14 cm, tamanho menor que o alcançado pelas fêmeas, sendo considerado de porte médio.

## Características
Tem uma carne apreciada por não possuir espinhas intramusculares e ter baixo teor de gordura; corpo alongado e sem escamas - sendo revestido por couro com grande produção de muco, e possui longos barbilhões maxilares. Habita a parte mais profunda dos rios.
Possui cabeça afunilada, com olhos laterais e boca abaixo da linha mediana, corpo apresentando manchas; é classificado como onívoro e tem dentes no palato adaptados para a captura de presas.

## Reprodução
A reprodução se dá na piracema (período de cheias), de forma migratória, o que requer proteção nessa época como meio de se evitar a extinção. A fecundação é externa, com eclosão cerca de 20,5 horas depois, sem cuidado parental. Os ovos são amarelos em razão da alta concentração de carotenoide. Os alevinos se dispersam após o nascimento, sendo de tamanho pequeno (cerca de 2,56 mm).